# Joannette Kruger
Joannette Kruger, född 3 september 1973 i Johannesburg, Sydafrika, är en sydafrikansk högerhänt tidigare professionell tennisspelare.

## Tenniskarriären
Joannette Kruger blev professionell WTA-spelare 1989 och spelade på touren till och med säsongen 2003. Hon vann totalt 2 singeltitlar och en dubbeltitel på touren och 4 singeltitlar i ITF-arrangerade turneringar. Som bäst rankades hon som nummer 21 i singel (maj 1998) och nummer 91 i dubbel (april 2002). Hon spelade totalt in $1 083 908 i prispengar.
Kruger vann sina första 4 singeltitlar på ITF-cirkusen 1990-92 och rankades efter säsongen 1992 bland de 100 bästa. Säsongen 1994 på WTA-touren pressade hon Steffi Graf till 3 set i Franska öppna, tredje omgången. Säsongen 1995 vann hon oseedad sin första WTA-titel i Puerto Rico. I finalen besegrade hon japanskan Kyoko Nagatsuka med siffrorna 7-6 6-3. Samma säsong turneringsbesegrade hon spelare som Anke Huber och Lindsay Davenport.
Säsongen 1996 spolierades på grund av sjukdom. Säsongen därpå. 1997 vann hon sin andra WTA-titel i singel (Prag, finalseger över österrikiskan Marion Maruska med 6-1, 6-1). Säsongen 1998 nådde hon final i Oklahoma City, i kvartsfinalen besegrade hon Serena Williams. Finalen förlorade hon mot Venus Williams. 
De senare säsongerna i karriären drabbades Kruger av skador, bland annat en stressfraktur i mellanfoten och en muskelskada som tvingade henne att kirurgiskt få två revben avlägsnade. Ändå noterade hon 2000 sin främsta turneringsseger då hon i Qatar Telecom German Open besegrade världstrean Nathalie Tauziat i en match där hon bara förlorade 2 game. 
Kruger deltog i det sydafrikanska Fed Cup-laget 1992, 1994-97 och 2001. Hon spelade totalt 20 matcher i laget och vann 9 av dem.

## Spelaren och personen
Joannette Kruger började spela tennis som 6-åring och tränades genom karriären av sin mor. Hennes spelstil passade bäst för spel på grusunderlag. Hon gifte sig 2001 med Abri Kruger. 
Förutom tennis gillar Kruger bland annat golf, aerobics och fiske. Hennes favoritbok är Bibeln.

## WTA-titlar
- Singel
  - 1997 - Prag
  - 1995 - Puerto Rico
- Dubbel
  - 2001 - Sopot (med Francesca Schiavone)

### Webbkällor
- WTA, spelarprofil